# Macomb (Oklahoma)
Macomb – miasto w Stanach Zjednoczonych, w stanie Oklahoma, w hrabstwie Pottawatomie.